# Bliestorf
Bliestorf er en kommune i det nordlige Tyskland, beliggende i Amt Berkenthin under Kreis Herzogtum Lauenburg. Kreis Herzogtum Lauenburg ligger i delstaten Slesvig-Holsten.

## Geografi
Bliestorf ligger ca. 10 km. sydvest for Lübeck I den østligste del af kommunen ligger vandmøllen Brömbsenmühle.